# Square Hammer
"Square Hammer" é uma canção da banda de rock sueca Ghost, lançada como o primeiro single do segundo EP do grupo, Popestar. A canção alcançou o 1° lugar na parada Mainstream Rock da Billboard em janeiro de 2017, tornando a banda a primeira banda sueca a chegar ao topo da parada. Além disso, a canção ganhou certificação de ouro no Canadá por 40.000 cópias vendidas. "Square Hammer" foi um dos temas oficiais do NXT TakeOver: San Antonio.

## Videoclipe
A câmera viaja por uma cidade iluminada por luzes verdes durante uma tempestade de raios. Papa Emeritus III pega um jornal de um vendedor ambulante. Ele lê sobre um Espectro Misterioso que tomou o poder. Ele também lê sobre seu papel no primeiro filme em movimento. O filme "Square Hammer" está programado para estrear no Meliora Grand naquela mesma noite. Ele sai da limusine e acena para seus fãs. Ele e seus Nameless Ghouls entram no cinema. Eles cumprimentam os fãs e sentam-se na primeira fila.
O filme mudo começa com um homem segurando uma tocha em meio a uma paisagem escura e tempestuosa, também durante uma tempestade de raios. Ele encontra um túnel. Uma ponte levadiça se ergue, revelando Papa Emeritus III como um espectro misterioso. Ele conduz o homem para dentro, mostrando-lhe um caixão de pedra, que começa a se abrir, revelando mais raios em seu interior. De volta ao cinema, Papa Emeritus III parece surpreso com essa parte e o projetor começa a brilhar. No filme, é revelado um martelo quadrado cercado por arcos elétricos. O intertítulo refere-se a ele como "Square Hammer" (Martelo Quadrado). O homem o pega enquanto o espectro misterioso faz passes místicos. O Martelo brilha e emite raios, e o olho esquerdo do misterioso espectro brilha.
De repente, o espectro misterioso passa a mão pela tela. Ele forma um arco de energia elétrica. Papa Emeritus III vê isso, mas os outros parecem despreocupados. Então o misterioso espectro se curva e se torna uma nuvem de morcegos, que perseguem todos, exceto Papa Emeritus III e os ghouls, para fora do teatro. Uma imagem residual do misterioso espectro brilha em azul na tela.
Lá fora, os morcegos sobem para o céu noturno e se transformam em um espectro gigante, em silhueta contra a lua cheia. Dentro da sala de cinema, o projetor faz faíscas ainda mais violentas e mostra a imagem de um cardeal vermelho no topo de uma cruz antes de o filme derreter. O Papa Emeritus III se cansa e sai. Do lado de fora, a imagem azul do espectro brilha contra o céu. Um holofote passa sobre ele e seu olho esquerdo brilha. O olho esquerdo do Papa Emeritus III começa a brilhar antes do corte.

### Produção
- Diretor – Zev Deans
- Diretora de VFX - Madeline Quinn
- Estrelado por Brendan McGowan

## Recepção
MetalSucks deu uma crítica positiva ao vídeo e Metal Injection deu uma crítica positiva à música.
O Loudwire considerou "Square Hammer" a melhor música de metal de 2016 e premiou o videoclipe como Melhor Vídeo de Metal em seu 6º Prêmio Anual de Música Loudwire em 2017, liderando a votação com 39,27% em vídeos como "The Stage" do Avenged Sevenfold e "You Against You" do Slayer. Também em dezembro de 2019, a Loudwire a nomeou como a Canção Metal da Década.

## Lista de faixas

### CDsingle
| N.º | Título          | Duração |  |
| 1.  | "Square Hammer" | 3:59    |  |

### Singlede 7"
| Lado A |                 |         |  |
| N.º    | Título          | Duração |  |
| 1.     | "Square Hammer" | 3:59    |  |

| Lado B |                      |         |  |
| N.º    | Título               | Duração |  |
| 1.     | "He Is" (Radio Edit) | 3:31    |  |

## Desempenho nas paradas
| Parada (2017)                                           | Posição alcançada |
| ------------------------------------------------------- | ----------------- |
| Estados Unidos (Billboard Mainstream Rock)              | 1                 |
| Estados Unidos (Billboard Hot Rock & Alternative Songs) | 23                |

| Parada (2017)                 | Posição |
| ----------------------------- | ------- |
| US Hot Rock Songs (Billboard) | 94      |

## Certificações
| Região                                                                                             | Certificação | Vendas   |
| -------------------------------------------------------------------------------------------------- | ------------ | -------- |
| Canadá (Music Canada)                                                                              | Ouro         | 40 000^  |
| Noruega (IFPI Noruega)                                                                             | Ouro         | 30 000‡  |
| Estados Unidos (RIAA)                                                                              | Ouro         | 500 000‡ |
| *números de vendas baseados somente na certificação ^distribuições baseadas apenas na certificação |              |          |